# 渲染输出单元
渲染輸出單元(ROP)是現代圖形處理器（GPU）最後硬件組件，和在渲染過程的最後步驟之一。繪圖管線取像素（每個像素是一個無量綱點），和紋理像素信息，並處理它，經由特定的矩陣和向量運算，變成最終像素或深度值。此過程稱為栅格化。當多個樣本合併為一個像素時，渲染輸出單元控制抗鋸齒。 渲染輸出單元執行本地存儲器中相關緩衝區之間的事務 - 這包括寫入或讀取值，以及將它們混合在一起。 用於執行基於硬件的抗鋸齒方法（如多重採樣抗鋸齒(MSAA)）的專用抗鋸齒硬件包含在渲染輸出單元中。
不同製造商對渲染輸出單元(ROP)的術語會有所不同。例如，NVIDIA將其稱為ROP，而AMD則使用"Render Backend" （RB, 渲染後端）一詞。

## 渲染輸出過程
渲染的所有數據都必須通過渲染輸出單元才能寫入帧缓冲器，帧缓冲器再透過VGA 、 DVI 、 HDMI 、 Displayport 、 Mini Displayport等介面傳輸到顯示器。

## 歷史
歷史上，渲染輸出單元，紋理映射單元和著色器處理單元/ 流處理器的數量是相等的。然而，從2004年開始，幾個GPU已經將這些區域分離，以便為應用程序工作負載和可用內存性能提供最佳的晶體管分配。隨著趨勢的繼續，預計圖形處理器將繼續解耦其架構的各個部分，以增強其對未來圖形應用程序的適應性。這種設計還允許芯片製造商構建模塊化陣容，其中頂級GPU基本上使用與低端產品相同的邏輯。

## 另見
- 繪圖管線
- 渲染